# Georgia State Stadium
O Georgia State Stadium é um estádio localizado em Atlanta, Geórgia, Estados Unidos, possui capacidade total para 24.333 pessoas, é a casa do time de futebol americano universitário Georgia State Panthers football da Universidade Estadual da Geórgia.
O estádio foi inaugurado em 1993 como Centennial Olympic Stadium para os Jogos Olímpicos de Verão de 1996, após o evento foi reconfigurado para beisebol nomeado Turner Field se tornando a casa do time do Atlanta Braves da MLB entre 1997 e 2016, após isso foi reconfigurado para futebol americano e adquirido pela Universidade Estadual da Geórgia.